# Піський повіт
Піський повіт (пол. powiat piski) — один з 19 земських повітів Вармінсько-Мазурського воєводства Польщі.
Утворений 1 січня 1999 року в результаті адміністративної реформи.

## Загальні дані
Повіт розташований у південно-східній частині воєводства.
Адміністративний центр — місто Піш.
Станом на 1.01.2008 населення становить 57 408 осіб, площа 1774,58 км².
На терени повіту були депортовані 383 українці з українських етнічних територій у 1947 році (т. з. акція «Вісла»).

## Демографія
Демографічні дані повіту станом на 30.06.2005:
|       | Всього | Всього | Жінки  | Жінки | Чоловіки | Чоловіки |
| ----- | ------ | ------ | ------ | ----- | -------- | -------- |
|       | осіб   | %      | осіб   | %     | осіб     | %        |
| Повіт | 57 691 | 100    | 28 781 | 49,9  | 28 910   | 50,1     |
| Міста | 34 157 | 100    | 17 377 | 50,9  | 16 780   | 49,1     |
| Села  | 23 534 | 100    | 11 404 | 48,5  | 12 130   | 51,5     |